# Мердаре (Подујево)
Мердаре (алб. Merdar) је насељено место у општини Подујево у Косовском округу. Према попису из 2011. било је 188 становника.

## Демографија
| Демографија | Демографија | Демографија |
| Година      | Становника  | Становника  |
| ----------- | ----------- | ----------- |
| 1948.       | 179         |             |
| 1953.       | 185         |             |
| 1961.       | 179         |             |
| 1971.       | 172         |             |
| 1981.       | 151         |             |
| 1991.       | 133         |             |